# Hermannsdorf (Weißwasser)
Hermannsdorf, obersorbisch Kuty, war ein Vorwerk der Standesherrschaft Muskau und ist seit 1903 Ortsteil von Weißwasser.

## Geschichte

### Gründung eines Vorwerkes
Im Jahr 1700 wurde das Vorwerk vom standesherrschaftlichen Wirtschaftsamt mit dem Ziel eingerichtet, die Verwertung der eigenen Weideflächen über die Schafhaltung zu intensivieren und den Großgrundbesitz lukrativer zu nutzen.
Es wurden ein Schafstall und ein kleiner Gutshof errichtet, dessen Grundmauern im Jahr 1880 entdeckt wurden. Die nötigen Arbeitskräfte, meist Häusler, wurden angesiedelt. In den folgenden Jahren vergrößerte sich das Vorwerk zu einem Wohnplatz. Auf einer Karte von Paulus Schenk von 1759 ist das Vorwerk erstmals mit einem Schafstall eingetragen und mit Neu-Weißwasser betitelt. Graf Hermann von Callenberg vollführte 1780 eine umfassende Neustrukturierung der Verwaltung, bei der kleine, unrentable Vorwerke aufgelöst und an leibeigene Landbewohner vergeben wurden. Diese hatten Frondienste zu erbringen. Die beabsichtigte Intensivierung der Landwirtschaft wurde durch Verlagerung des wirtschaftlichen Risikos auf die arbeitende Landbevölkerung verfolgt. Daraufhin erhielt die neue Siedlung zu Ehren des Grafen dessen Vornamen Hermann als Namensgrundlage.
Zu dieser Zeit bestand Hermannsdorf aus vier Gärtnereien der Familien Koslan, Krüger, Hemmo und Wehack und die Häuslerwirtschaft der Familie Noack mit zusammen 19 Personen.

### Wachstum durch Quarzsandgruben
Um 1800 war der Ort auf einer Karte als Collonie Hermannsdorf eingetragen, aber auch Neu-Weißwasser – Hermannsdorf war in Gebrauch. Im Jahr 1815 entstand in Jämlitz eine Glashütte, für deren Betrieb das herrschaftliche Wirtschaftsamt nach dem wesentlichen Rohstoff Glassand suchen ließ. Das relativ unfruchtbare Land der Hermannsdorfer Bauern, welches deshalb beinahe ausschließlich für die Schafzucht genutzt wurde, geriet dadurch in das Blickfeld der Herrschaft.
Im Schloss Muskau gab es im Jahr 1829 Beratungen und Verhandlungen über die Anlage einer zweiten Glashütte, in deren Verlauf bekanntgegeben wurde, „… dass sich in Hermannsdorf – Neu-Weißwasser – ein mächtiges Lager von weißem Glassand befinde, was sich leicht ins nahe Weißkeißel befördern ließe, wo man am fließenden Wasser eine Glashütte wohl errichten könne.“ Von dem Vorhaben einer Glashütte in Weißkeißel wurde abgesehen. Der weiße Sand aus Hermannsdorf wurde trotzdem abgegraben und nach Jämlitz und später auch in die Glashütte Tschernitz transportiert.
Im Jahr 1850 befanden sich auf einem Höhenzug, an dem später die Bahnstrecke Berlin–Görlitz parallel entlangführt, vier Bauernwirtschaften. Eine weitere lag etwa dort, wo heute die Rothenburger Straße die Bahnlinie quert. Die Wirtschaften bestanden aus Holzhäusern mit eigenen Brunnenanlagen.
Die Tschernitzer Glashütte Warmbrunn & Quilitz erwarb von der Ehefrau des Häuslers Schmidt, die eine geborene Koslan aus Hermannsdorf war, 132 Quadratruthen Acker zur Anlage einer Glassandgrube.
Aufgrund des lukrativen Geschäftes mit dem Quarzsand gaben die Hermannsdorfer den Ackerbau auf. Sie legten stattdessen Gruben an, aus denen der Sand aus drei bis vier Metern Tiefe mit dem Spaten über Terrassenstufen von unten herauf schrittweise nach oben geworfen wurde. Dort wurde er auf einen Ochsenkarren verladen und in die Glashütten von Jämlitz, Tschernitz und Weißwasser transportiert und dort verkauft.
In den Glassandgruben der Bauern Koslan, Krüger und Noack an der Görlitzer und Rothenburger Straße erfolgte die Reinigung des besonders hochwertigen Sandes, der auch zum Glasschleifen verwendet wurde, bereits in der Grube. Hier wurde der Sand in langen Trögen mit Wasser durch Hin- und Herbewegen von Holzkrücken gereinigt. Der steigende Bedarf an Glassand konnte durch den zur Neige gehenden Hermannsdorfer Vorrat nicht mehr voll befriedigt werden. Einige Bauern verkauften das Land, auf welchem der Abbau unrentabel wurde, zum Teil zur Anlage von Fabriken, weil sich die Glashütten auch nach reicheren Lagerstätten andernorts umsahen. So entstand auf dem Boden der Sandgruben der früheren Gärtner Koslan und Krüger die in der Folge größte Glashütte Weißwassers, die Neue Oberlausitzer Glashüttenwerke J. Schweig & Co., das spätere OSRAM-Werk. Westlich davon lagen die Gruben der Gärtner Wehack und Krüger.

### Historische Ortsbeschreibung
Nach der Inbetriebnahme der Bahnlinie Berlin – Görlitz im Jahr 1867, die die Dorfflur seitdem durchschneidet, wurde die in Görlitzer Straße umbenannte Dorfstraße neu verlegt und befestigt. Die Wohnhäuser wurden an ihr entlang einheitlich im zeitgemäßen neogotischen Stil neu errichtet. Dabei wurden sie alle um einige Meter nördlich vom Höhenzug nach unten verlegt.
Hermannsdorf liegt direkt an der Europäischen Hauptwasserscheide, die in Weißwasser entlang der Muskauer Straße – Bautzener Straße verläuft. Alle Gewässer, die östlich dieser Linie ihren Ursprung haben, fließen in die Ostsee, alle anderen in die Nordsee.
Der schmale Landrücken, welcher heute die Bahnbrücke in Weißwasser bildet, war vor dem Jahr 1867 eine natürliche Sanddüne. Diese wurde durch den Bau der Eisenbahnlinie durchbrochen. Die beiderseits der Sanddüne gelegenen Senken bildeten einst riesige Heideseen. Die westliche Senke, die sich bis in den Weißwasseraner Ortskern, an den Bahnübergang nach Halbendorf, hinzieht, bildete den einst größten Heideteich dieser Gegend, den Weißen Jasor oder Weißen See. Er war ein Rest des Schmelzwassers der letzten Eiszeit, der sich im Laufe der Jahrhunderte allmählich verlandend langsam verkleinerte und in den tiefer gelegenen Faltenrinnen des Geländes einzelne, oft dicht beieinander liegende kleine Heideteiche zurückließ. Bereits im 16./17. Jahrhundert war ein Großteil des flachen Weißen Jasors verschwunden.
Der 1895 nach Weißwasser gewanderte Gottlieb Simossek gab 1899 seine Arbeit als Glasschleifer in der Glashütte Gelsdorf auf und eröffnete seinen selbst erbauten Gasthof Waidmannsruh an der damaligen Josephstraße, Ecke Brunnenstraße.
Hermannsdorf ist etwa vier Kilometer vom damaligen Ortskern Weißwassers, heute Altes Dorf genannt, entfernt. Die räumliche Verbindung entstand durch die Ansiedlung mehrerer Wirtschaftsunternehmen im Bereich des Bahnhofes, der sich zwischen beiden Orten befand und ebenfalls Neu-Weißwasser genannt wurde.

### Die Koslan-Quelle
Östlich der Bahnbrücke, auf der Flurmark der ehemaligen Gemeinde Hermannsdorf, entspringt die Koslan-Quelle, die noch heute fünf bis sieben Liter Wasser in der Minute zutage bringt, welches sich bald verliert und zum Grundwasser versickert. Vor dem Bau der Eisenbahnlinie bildete diese Quelle einen Bach, der in östliche Richtung, einige kleine Heideteiche speisend, über den Rotwassergraben in die Lausitzer Neiße floss. Diese Quelle, die am Hang hinter der Bauernwirtschaft Koslan entspringt und auf deren Grundstück zutage tritt, wurde nach ebendieser Familie benannt. Der Bachlauf veränderte sich mit dem Bau der Bahnlinie. Ein Lauf, der einige Meter nördlich der Bahnlinie, in einer heutigen Gartenanlage gegenüber dem Telux-Glaswerk nach Westen abzweigte, führte nunmehr an der Bahnlinie entlang, neben dem Gleisbett unter der Bahnbrücke hindurch, über den Bahnhofsvorplatz und mündete hier in den Struga-Quellbach. Dieser Bach entsprang westlich, dicht an der Wasserscheide, am Wohnhaus Fr.-Bodelschwingh-Straße 5, floss die Straße hinab, nahm einen Teil des Wassers der Koslan-Quelle auf und verlief über mehrere Heideteiche und Zuflüsse nach Neustadt/Spree und mündet in die Spree. Auf dem heutigen Bahnhofsvorplatz vereinigt, flossen beide Bäche vorbei an der ehemaligen Fleischerei Hentschel (heute Wohngeschäftsneubau an der Straße des Friedens) über den Ziegelei- in den Jahnteich.
Die Koslan-Quelle war so klar und rein, dass noch im Jahr 1890 Frauen darin ihre Wäsche wuschen. Die nahegelegene Struga-Quelle war zu dieser Zeit bergbaubedingt längst versiegt und das Wasser des kleinen Baches lieferte allein die Koslan-Quelle. Heute ist jegliche Spur dieses Bächleins verschwunden, da es der Gestaltung der Innenstadt im Weg stand. Der Bach wurde unter der Bahnhofstraße hindurchgeführt, unterirdisch am Nordrand des Platzes vor dem Postgebäude vorbei und entlang der Forster Straße geleitet. Die Bebauung des Bahnhofsvorplatzes war nicht leicht, und noch heute ist bekannt, dass Tiefbaumaßnahmen unter besonderer Beachtung der Grundwasserverhältnisse erfolgen müssen, denn der Baugrund wird von einer starken Wasserader durchzogen.

### Eingemeindung
Am 18. April 1903 wurde Hermannsdorf unfreiwillig nach Weißwasser eingemeindet. Die Amtsübergabe wurde verzögert und Bedingungen aufgestellt. Erst 1904 wurden die beträchtliche Ortskasse und die Amtsunterlagen in der Wohnung des Hermannsdorfer Gemeindevorstehers Traugott Krüger durch seinen Amtskollegen von Weißwasser Otto Rummert abgeholt. Krüger stürzte sich 1915 in den Freitod.
Hermannsdorf ist damit bis heute neben Tzschelln die einzige Ortschaft, die nach Weißwasser, das damals selbst noch kein Stadtrecht hatte, eingegliedert wurde.

### Hermannsdorf heute
Heute bildet Hermannsdorf den östlichen Stadtrand von Weißwasser. Südlich der Bahnlinie befindet sich ein reines Wohngebiet, welches weiter südlich im Bereich der Staatsstraße 157 an das heutige Gewerbegebiet von Weißwasser angrenzt. Nördlich der Bahnlinie befindet sich neben wenigen Siedlungshäusern entlang der Rothenburger Straße und Kleingärten am Weißkeißeler Weg das Industriegelände des ehemaligen Glaswerkes von Joseph Schweig, Neue Oberlausitzer Glashüttenwerke Schweig & Co. (später Glaswerk OSRAM, später Einheit, heute TELUX) mit einer typischen Arbeiterwohnsiedlung des herannahenden 20. Jahrhunderts.
In Weißwasser erinnert neben der Straßenbezeichnung Hermannsdorfer Straße dieser Tage eine an ihr stehende Erinnerungstafel an die einstige Ortschaft Hermannsdorf.
Im Forstbezirk Oberlausitz gibt es im Raum Weißwasser das für den Staatsforst zuständige Revier Hermannsdorf in Abgrenzung zum für Privat- und Körperschaftswald zuständige Revier Weißwasser. In der Rekultivierung eines Randbereichs des Tagebaus Nochten entsteht mit dem Hermannsdorfer See ein Gewässer für den Naturschutz.

### Bevölkerungsentwicklung
| Jahr | Einwohner |
| ---- | --------- |
| 1782 | 19        |
| 1867 | 81        |
| 1871 | 83        |
| 1885 | 80        |
| 1895 | 163       |

Aus standesherrschaftlichen Unterlagen geht hervor, dass Hermannsdorf 1782 vier Gärtner und einen Häusler mit insgesamt 19 Einwohnern hatte. Noch 1810 war die Zahl der Wirtschaften unverändert, doch schon 10 Jahre später gab es 12 Häuslerstellen.
In der zweiten Hälfte des 19. Jahrhunderts lag die Einwohnerzahl bei 80, Arnošt Muka zählte Anfang der 1880er Jahre 73 Einwohner, die sämtlich Sorben waren. Erst gegen Ende des Jahrhunderts stieg die Einwohnerzahl deutlich an.
Durch die frühe Eingemeindung im Jahr 1903 liegen seitdem keine Einwohnerzahlen mehr für Hermannsdorf vor.

### Ortsname
Der urkundlich älteste Ortsname Neu-Weißwasser, auch Neuweißwasser, leitet sich vom damals nahegelegenen Dorf Weißwasser ab. Eine ähnliche Namensentstehung lässt sich auch wenige Kilometer weiter westlich bei Trebendorf und der Colonie Neutrebendorf beobachten.
Der spätere Name Hermannsdorf geht direkt auf den Muskauer Standesherrn Georg Alexander Heinrich Hermann Reichsgraf von Callenberg zurück, der als vierter Callenberg die Geschicke der Standesherrschaft von 1774 bis 1785 lenkte.
Der sorbische Ortsname Kuty leitet sich von einem Flurnamen her, der obersorbisch kut einen Winkel bzw. eine seitwärts entfernt liegende Feld- oder Waldparzelle bezeichnet. Diese Form ist unter anderem belegt in Křesćan Bjedrich Junghänels handschriftlichem Obersorbisch-deutschem Wörterbuch (1835), im zweiten Teil von Joachim Leopold Haupts und Johann Ernst Schmalers Volkslieder der Wenden in der Ober- und Niederlausitz (1843) und in Filip Rězaks Deutsch-wendischem encyklopädischem Wörterbuch der oberlausitzer Sprache (1920). Abweichend davon wurde 1969 im Ortsnamenverzeichnis der zweisprachigen Kreise der Bezirke Dresden und Cottbus als sorbischer Ortsname Hermanecy angegeben, eine Form, die sich für Hermsdorf/Spree und Hermsdorf bei Ruhland finden lässt.

## Besonderes
In der 1899 gebauten und gegründeten zeitweise größten Glashütte Deutschlands, den Neue Oberlausitzer Glashüttenwerke Schweig & Co., tagte im Jahre 1901 der Weltkongress der Glasindustriellen.